# Ankole-Watusi
L’Ankole-Watusi, conosciuta anche come bue dei Watussi, è una razza moderna americana di bovini domestici. Deriva dal gruppo Ankole della razza bovina Sanga dell'Africa centrale. Questa razza è caratterizzato da enormi e spesse corna.

## Storia
L'Ankole-Watusi deriva da bovini centrafricani del gruppo Ankole della razza bovina Sanga. Alcuni individui di questa razza furono portati in Germania come esemplari espositivi per gli zoo nei primi anni del XX secolo e da lì si diffusero in molti giardini zoologici europei. Alcuni furono importati negli Stati Uniti e nel 1960 fu creata una mandria nello Stato di New York, incrociando alcuni di loro con un toro canadese. Una società d'allevamento di razza, l'Ankole Watusi International Registry, venne istituita nel 1983, e nel 1989 è stato elaborato uno standard di razza. Nel 2016, si pensava che il numero totale di individui fosse di circa 1500 capi, di cui circa l'80% negli Stati Uniti. È spesso presente negli Zoo safari come animale africano.

## Caratteristiche
L'Ankole-Watusi può essere di diversi colori sebbene sia più comune un mantello rossastro. Le corna sono insolitamente grandi, e lunghe, e presentano la più grande circonferenza delle corna mai misurata in qualsiasi altra razza bovina. Il Guinness World Records elenca un toro di nome CT Woodie con una circonferenza del corno di 103,5 centimetri (40,7 pollici), ed un altro esemplare di nome Lurch, con corna che misurano 95,25 centimetri (37,50 in), come detentori del record.